# Qualifications de la zone Amériques pour la Coupe du monde de rugby à XV 2015
Navigation
Qualifications coupe du monde 2011 Qualifications coupe du monde 2019
Les qualifications de la zone Amériques pour la Coupe du monde de rugby à XV 2015 opposent différentes nations sur plusieurs tours de compétition du 24 mars 2012 au 29 mars 2013. Le Canada et les États-Unis s'opposent directement en match aller-retour pour la place Amériques 1. Le perdant participe à une rencontre de play-off contre le vainqueur du CONSUR A pour déterminer le qualifié Amériques 2 : le finaliste de ce match joue un barrage contre une équipe asiatique. La phase de qualification débute par deux tournois régionaux, aux Caraïbes et en Amérique du Sud.

## Liste des participants aux qualifications
NACRA Caribbean
| - Mexique - Jamaïque - Îles Caïmans - Barbade - Saint-Vincent-et-les-Grenadines | - Trinité-et-Tobago - Bahamas - Bermudes - Guyana |

| CONSUR B - Colombie - Venezuela - Pérou - Paraguay | CONSUR A - Argentine A - Brésil - Chili - Uruguay | NACRA - Canada - États-Unis |

## Tour 1

### Tour 1A

#### Caribbean Rugby Championship 2012
- Vainqueur NACRA Caribbean 2012

| Rang | Nation       | J | V | N | D | Pm | Pe | Diff | Pts |
| ---- | ------------ | - | - | - | - | -- | -- | ---- | --- |
| 1    | Bermudes     | 2 | 2 | 0 | 0 | 23 | 11 | +12  | 8   |
| 2    | Îles Caïmans | 2 | 1 | 0 | 1 | 30 | 14 | +16  | 6   |
| 3    | Bahamas      | 2 | 0 | 0 | 2 | 15 | 43 | -28  | 0   |

### Tour 1B

#### CONSUR B 2012
- Vainqueur CONSUR B 2012

| Rang | Nation    | J | V | N | D | Pm  | Pe  | Diff | Pts |
| ---- | --------- | - | - | - | - | --- | --- | ---- | --- |
| 1    | Paraguay  | 3 | 3 | 0 | 0 | 196 | 28  | +168 | 9   |
| 2    | Colombie  | 3 | 2 | 0 | 1 | 92  | 66  | +26  | 6   |
| 3    | Venezuela | 3 | 1 | 0 | 2 | 39  | 116 | -77  | 3   |
| 4    | Pérou     | 3 | 0 | 0 | 3 | 29  | 146 | -117 | 0   |

### Tour 1C
- Vainqueur NACRA Caribbean 2012 vs vainqueur CONSUR B 2012

| 29 septembre 2012 | Paraguay | 29 - 14 | Bermudes | Asuncion |
| 29 septembre 2012 |          |         |          | Asuncion |
| 29 septembre 2012 |          |         |          | Asuncion |

## Tour 2
- Vainqueur tour 1C vs dernier CONSUR A 2012

| 27 octobre 2012 | Brésil | 35 - 22 | Paraguay | São Paulo |
| 27 octobre 2012 |        |         |          | São Paulo |
| 27 octobre 2012 |        |         |          | São Paulo |

## Tour 3

### Tour 3A
- Vainqueur CONSUR A 2013

| Rang | Nation      | J | V | N | D | Pm  | Pe  | Diff | Pts |
| ---- | ----------- | - | - | - | - | --- | --- | ---- | --- |
| 1    | Argentine A | 3 | 3 | 0 | 0 | 197 | 28  | +169 | 9   |
| 2    | Uruguay     | 3 | 2 | 0 | 1 | 99  | 45  | +54  | 6   |
| 3    | Chili       | 3 | 1 | 0 | 2 | 57  | 130 | -73  | 3   |
| 4    | Brésil      | 3 | 0 | 0 | 3 | 29  | 179 | -150 | 0   |

|  | Vainqueur (no 1).                |
|  | Qualifié pour le Tour 3C (no 2). |

### Tour 3B
| 17 août 2013 | États-Unis | 9 - 27 | Canada | Charleston |
| 17 août 2013 |            |        |        | Charleston |
| 17 août 2013 |            |        |        | Charleston |

| 24 août 2013 | Canada | 13 - 11 | États-Unis | Toronto |
| 24 août 2013 |        |         |            | Toronto |
| 24 août 2013 |        |         |            | Toronto |

Le Canada est qualifié directement pour la Coupe du monde 2015 en gagnant 40-20 au cumul sur les deux matches. Les États-Unis sont reversés au tour 3C.

### Tour 3C
- Vainqueur CONSUR A 2013 vs perdant tour 3B

| 22 mars 2014 | Uruguay | 27 - 27 | États-Unis | Montevideo |
| 22 mars 2014 |         |         |            | Montevideo |
| 22 mars 2014 |         |         |            | Montevideo |

| 29 mars 2014 | États-Unis | 32 - 13 | Uruguay | Atlanta |
| 29 mars 2014 |            |         |         | Atlanta |
| 29 mars 2014 |            |         |         | Atlanta |

Les États-Unis se qualifient pour la Coupe du monde en remportant ce barrage 59 à 40 au cumul des deux matches, le 29 mars 2014. L'Uruguay est barragiste face au deuxième du tour 4 de l'Asian 5 Nations 2014.